# 杉山文野
杉山 文野（すぎやま ふみの、1981年〈昭和56年〉8月10日 - ）は、日本のトランスジェンダー活動家、フェンシング元日本代表。東京レインボープライド共同代表理事、NPO法人「ハートをつなごう学校」代表。渋谷区男女平等・多様性社会推進会議委員や日本フェンシング協会理事、日本オリンピック委員会理事を歴任。性別違和（旧称は性同一性障害）当事者であることを公言しているFTM（Female To Male）。東京都新宿区歌舞伎町出身。著書に『元女子高生、パパになる』などがある。

## 来歴・人物
1981年、歌舞伎町の老舗とんかつ店・すずやの次女として生まれる。日本女子大学附属豊明幼稚園、日本女子大学附属豊明小学校、日本女子大学附属中学校・高等学校卒業。2000年、早稲田大学教育学部に入学し卒業。2004年、同大学院教育学研究科入学。同年に女子フェンシング日本代表となった。そのため、元フェンシング日本代表・太田雄貴とは学生時代から20年以上の付き合い。
早稲田大学でジェンダー論を学んだ後、その研究内容と性同一性障害と診断を受けた自身の体験を織り交ぜた『ダブルハッピネス』を2006年に講談社から出版（のちに韓国語翻訳、コミック化された）。卒業後、2年間のバックパッカー生活で世界約50か国と南極を巡り、帰国後、大手外食系企業に3年ほど勤め独立。2014年に多様性に富んだ人々がフラットに集まれる場づくりと、多様性に関する講演・研修・企画提案事業の二つの事業を行う株式会社ニューキャンバスを設立。
2009年、27歳のときに乳房切除手術をしている。生まれ育った歌舞伎町を拠点とし、街の清掃に取り組むグリーンバード歌舞伎町チーム代表。グリーンバード設立は長谷部健（現渋谷区長）のアイデアでスタートした。長谷部が渋谷区議時代に杉山と親しくなり、同性カップルに証明書を発行する発想が生まれたという。そのため、杉山は2015年より始まった同性パートナーシップ制度の陰の立役者でもあるとされている。
ゲイである親友の松中権から精子提供を受け、杉山の女性パートナーが体外受精を行った末に2018年に女児を、2020年には男児を出産。杉山とパートナーが暮らす家を親友が週に数回訪れて娘の世話をする、3人育児を行っている。東京・渋谷を舞台に活動する「シブヤ大学」の運営メンバーで、NPO法人「ハートをつなごう学校」の代表、日本フェンシング協会理事も務める。
NPO法人東京レインボープライドでは立ち上げ時から代表を務め、2019年からは山田なつみと共同代表理事。2021年6月には日本オリンピック委員会の理事に就任している。

## 著書

### 単著
- 『ダブルハッピネス』 講談社、2006年5月、ISBN 978-4062130424。
  - 『ダブルハッピネス』 講談社〈講談社文庫 す-35-1〉、2009年12月、ISBN 978-4062765473。
- 『元女子高生、パパになる』 文藝春秋、2020年、ISBN 978-4163912936。
- 『3人で親になってみた』 毎日新聞出版、2021年、ISBN 978-4620326764。

### 原案
- 『ダブルハッピネス』 寄田みゆき 漫画、杉山文野 原案、講談社〈KCデザート〉、2007年7月、ISBN 978-4063654608。
- 『ヒゲとナプキン』 杉山文野 原案、乙武洋匡 著、小学館、2020年10月、ISBN 978-4093865845。

### 共著
- 『LGBT問題と教育現場 ― いま、わたしたちにできること ―』 早稲田大学教育総合研究所 監修、学文社〈早稲田教育ブックレット no.13〉、2015年3月、ISBN 9784762025341。- 金井景子、藥師実芳との共著。
- 『NHK「ハートをつなごう」LGBT BOOK』 NHK「ハートをつなごう」制作班 監修、太田出版、2010年、ISBN 978-4778312282。- 石田衣良、ソニン、茂木健一郎、リリー・フランキー、ピーコ、竹内佐千子、針間克己、平田俊明との共著。
- 『子どもを育てられるなんて思わなかった ― LGBTQと「伝統的な家族」のこれから ―』 古田大輔 編集、山川出版社、2021年、ISBN 978-4634151406。- 松岡宗嗣、山下知子との共著。
- 「トランスジェンダー・アスリートのリアル」竹﨑一真・山本敦久 編集『ポストヒューマン・スタディーズへの招待 ― 身体とフェミニズムをめぐる11の視点 ―』堀之内出版、2022年、ISBN 9784909237712[注 2]

## 伝記
- 『壁を乗り越えて ― フジコ・ヘミング・坪倉優介・熊本県立盲学校・杉山文野・千葉智子 ―』 学習研究社〈感動ストーリーズ 1〉2009年2月、ISBN 9784055006088。

## 主な出演歴
- 『ハートをつなごう』（NHK、2006-2008年。NHK教育、2009年）[2]
- 『ETVワイド ともに生きる』（NHK教育、2008年[2]）
- 「話題の本『元女子高生、パパになる』をもとに考える！マイノリティーの方との向き合い方」『世界一受けたい授業』（日本テレビ、2021年2月27日）[25]
- 『ハートネットTV』（NHK教育、2015年）[9][26]
- 『カラフルファミリー』（NHK、2020年8月23日）[27]
- 『カラフルファミリー2』（NHK、2021年12月31日）[27]